# Elizabeth Wright Ingraham
Elizabeth Wright Ingraham (Oak Park, Illinois, 1922 – San Antonio, Texas, 15 september 2013) was een Amerikaans architect en docent. Als kleindochter van de Amerikaanse architect Frank Lloyd Wright begon ze op 15-jarige leeftijd onder zijn hoede aan haar opleiding in zijn studio in de villa Taliesin. Later stichtte ze met haar man Gordon Ingraham een architectenpraktijk in Colorado Springs, Colorado, die zich aan de bouwstijlen van Wright hield. In 1970 richtte ze haar eigen architectenbureau op, Elizabeth Wright Ingraham and Associates, dat ze leidde tot haar pensionering in 2007. Ze was verantwoordelijk voor het ontwerp van ongeveer 150 gebouwen in Colorado Springs en andere locaties in het westen van de Verenigde Staten. Ze heeft ook het Wright-Ingraham Institute opgericht en geleid, dat studenten en academici conferenties en workshops over milieukwesties organiseert. Ze werd in 2014 postuum opgenomen in de Colorado Women's Hall of Fame.

## Vroege leven en onderwijs
Elizabeth Wright werd geboren in 1922 in Oak Park, Illinois, als kind van John Lloyd Wright, een architect, en zijn tweede vrouw Hazel (geboren Lundin). Ze was een kleindochter van Frank Lloyd Wright.
Ze besloot op 14-jarige leeftijd dat ze architect wilde worden. Het volgende jaar begon ze in Taliesin, de studio van haar grootvader, onder zijn toezicht aan haar opleiding. Ze studeerde later architectuur bij Ludwig Mies van der Rohe aan het Armor Institute in Chicago en aan de University of California, Berkeley. Tijdens de Tweede Wereldoorlog was ze technisch tekenaar voor de Amerikaanse marine. Ze behaalde in 1947 haar licentie als architect.

## Carrière
In 1948 verhuisden zij en haar man Gordon Ingraham, eveneens architect, naar Colorado Springs, Colorado, om daar hun eigen architectennbureau te vestigen. Ze kozen voor deze stad vanwege de ontwerpmogelijkheden en het gebrek aan concurrentie. Het bureau Ingraham & Ingraham Architects volgde de Usonian- en Prairie-stijl van Frank Lloyd Wright en ontwierpen "bescheiden woningen die betaalbaar zijn voor de hogere middenklasse". Zij produceerde meer dan 90 huisontwerpen in de jaren 1950, waaronder het Beadles House in Colorado Springs. Ze ontwierpen ook een huis in North Dakota (het George and Beth Anderson House, dat in 2017 werd ingeschreven in het National Register of Historic Places in 2017), en twee huizen in Minnesota.
In 1970 wilde Wright Ingraham afwijken van de stijlen van haar grootvader en nieuwe architecturale benaderingen ontwikkelen. Dat jaar richtte ze haar eigen bedrijf op, dat ze Elizabeth Wright Ingraham and Associates noemde. Vervolgens ontwerpt ze ongeveer 150 gebouwen in Colorado Springs, waaronder de Vista Grande Community Church (1987), een uitbreiding van de Fountain Branch van de El Paso Country Library (2006), een bovenverdieping voor de unitaire kerk van All Souls, en de privéwoningen Solaz, La Casa, Caleidoscoop, Beadles en Vradenburg. Wright Ingraham ging op 85-jarige leeftijd met pensioen.

### Architecturale stijl
In navolging van haar grootvader ontwierp Wright Ingraham huizen die een "laaghangende" buitenkant hadden, geïntegreerd waren in het landschap, natuurlijk licht verwerkten, organische bouwmaterialen gebruikten en uitzonderlijk uitzicht op de buitenwereld boden. Haar ontwerp voor de Vista Grande Community Church maakte als een van de eerste gebouwen in het land gebruik van een "energie-efficiënt, gemakkelijk te onderhouden, geïsoleerd beton genaamd Thermomass". Haar ontwerp voor het Kaleidoscope-huis bevatte een 30 meter hoog dakraam.

## Andere activiteiten
In 1970, het jaar dat ze haar eigen architectenbureau startte, richtte Wright Ingraham het non-profit Wright-Ingraham Institute op voor de studie van landgebruik en natuurlijke hulpbronnen. Het instituut nodigt studenten en bezoekende academici uit voor conferenties en workshops over milieukwesties. Wright Ingraham leidde het instituut de eerste 20 jaar van zijn bestaan; in het huidige bestuur hebben twee van haar dochters zitting.
Wright Ingraham richtte ook Crossroads op, een internationaal uitwisselingsprogramma gelieerd aan Colorado College, en was mede-oprichter van het Women's Forum of Colorado. Ze hield zich ook bezig met gemeenschapsactivisme, en nam deel aan een vredesmars in Colorado Springs.

## Affiliaties en lidmaatschappen
Wright Ingraham was een fellow van het American Institute of Architects en diende in 2002 als president van de afdeling in Colorado. Zij was lid van de Staatscommissie van onderzoekers van architecten (1980-1990) en de adviesraad van de Frank Lloyd Wright Conservancy, naast andere adviesraden en taakgroepen.

## Prijzen en onderscheidingen
Wright Ingraham ontving in 1999 een eredoctoraat van de University of Colorado. Ze werd in 2014 postuum opgenomen in de Colorado Women's Hall of Fame.

## Privéleven
Ze ontmoette haar man, Louis Gordon Ingraham (1915-1999), terwijl beiden studeerden in Taliesin. Het echtpaar had één zoon en drie dochters. Ze scheidden in 1974. Een dochter, Catherine Ingraham, werd een architect en hoogleraar architectuur en stedenbouw aan het Pratt Institute in New York.